# Yucatánsmaragd
Yucatánsmaragd (Amazilia yucatanensis) är en huvudsakligen mexikansk fågel i familjen kolibrier. Den förekommer utmed Mexikanska golfen ner till Belize, men även in i sydöstra Texas och vintertid österut till västra Florida.

## Utseende och läte
Yucatánsmaragden är en 10–11 cm lång kolibri med mörkgrön kropp, rostbrun stjärt och något böjd svartspetsat röd näbb. Undersidan är beigefärgad. Arten är mest lik beryllsmaragden, men denna har vanligtvis en rostfärgad vingpanel, mörk näbb och grå buk. Lätet är ett mycket ljust och vasst metalliskt tjippande som ofta avges i serier om två till fyra. Jaktlätet är torrt, strävt och vasst.

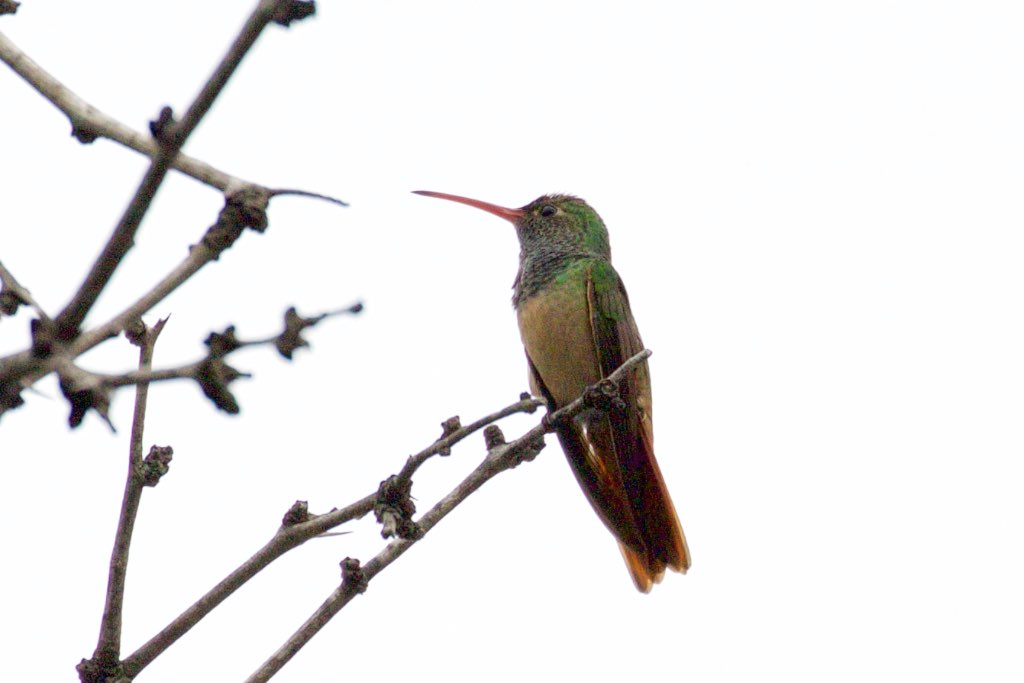

## Utbredning och systematik
Yucatánsmaragden häckar kring Mexikanska golfen från södra Texas till norra Belize. Vintertid ses den vidare österut till västra Florida.
Arten delas in i tre underarter i två underartsgrupper, med följande utbredning:
- yucatanensis-gruppen
  - Amazilia yucatanensis yucatanensis – förekommer på Yucatánhalvön, i Petén i norra Guatemala samt norra Belize
- cerviniventris-gruppen
  - Amazilia yucatanensis chalconota – förekommer från nedre Rio Grande-dalen i södra Texas till nordöstra Mexiko
  - Amazilia yucatanensis cerviniventris – förekommer i södra Mexiko (i Veracruz, Puebla, Oaxaca och Chiapas)

Underartsgruppen cerviniventris behandlades tidigare som en egen art.

## Levnadssätt
Yucatánsmaragden ses i USA i ekskog och förortsmiljöer, vanligen vid fågelmatningar eller blommande trädgårdar. Liksom andra kolibrier livnär den sig på nektar från blommor, denna art från bland andra Ehretia, Heliconia och Malvaviscus arboreus. På Yucatánhalvön häckar den mellan januari och april, i nordost februari–juli.

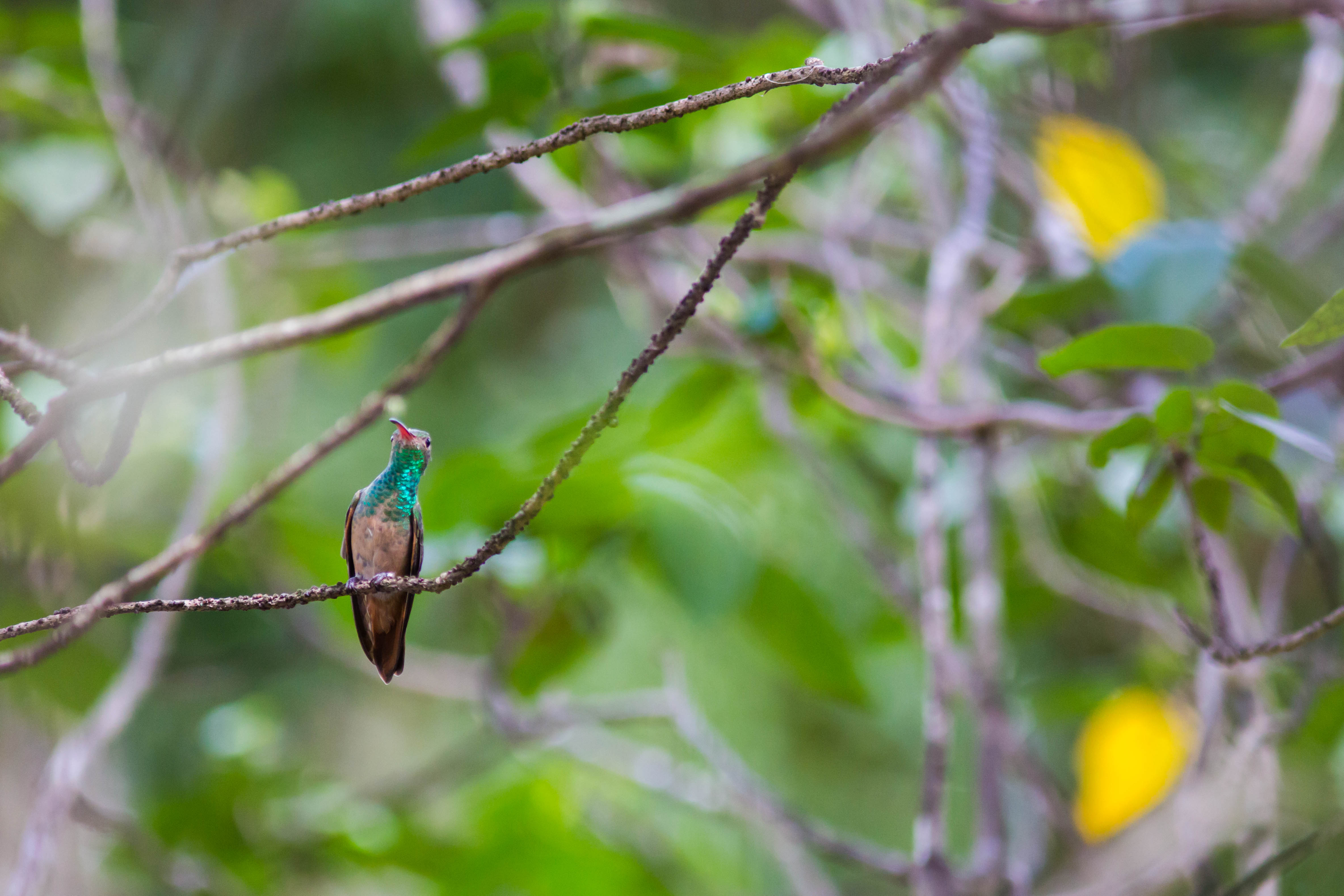

## Status
Arten har ett stort utbredningsområde och internationella naturvårdsunionen IUCN kategoriserar arten som livskraftig. Beståndsutvecklingen är dock oklar. Världspopulationen uppskattas till 610 000 vuxna individer.